# Anna Visscher
Pour les articles homonymes, voir Visscher.
Anna Roemer[sdochter] Visscher, née à Amsterdam en 1584 et décédée à Alkmaar, dans les Provinces-Unies, le 6 décembre 1651, est une poétesse, traductrice, calligraphe et graveuse sur verre du XVIIe siècle.
Elle est surtout connue de nos jours pour sa technique de gravure sur verre au diamant. Sur les traces de son père, elle publia des livres d'emblèmes.  En outre, elle traduisit en néerlandais, d'après la troisième édition (celle de 1602), les treize épigrammes de 1584, intitulées Emblèmes, ou devises chrestiennes, de l'écrivaine huguenote Georgette de Montenay.  Elle composa certains poèmes du recueil de Jacob Cats, intitulé Silenus Alcibiadis, Sive Proteus, ou indifféremment Emblemata, Minnebeelden de Maegdenplicht, ou encore Sinne- en minnebeelden (1618).  Ghenoegh is meer (« Assez vaut plus ») était sa devise.

## Biographie

### Enfance et éducation
Anna Roemers Visscher était la fille aînée du négociant en grains et poète amateur Roemer Visscher et d'Aefgen Jansdochter Onderwater, la fille d'un brasseur.  La fortune de sa famille lui permit de suivre des études classiques à Amsterdam.  De plus, elle apprit les techniques de la calligraphie, de la broderie, du dessin et de la peinture.

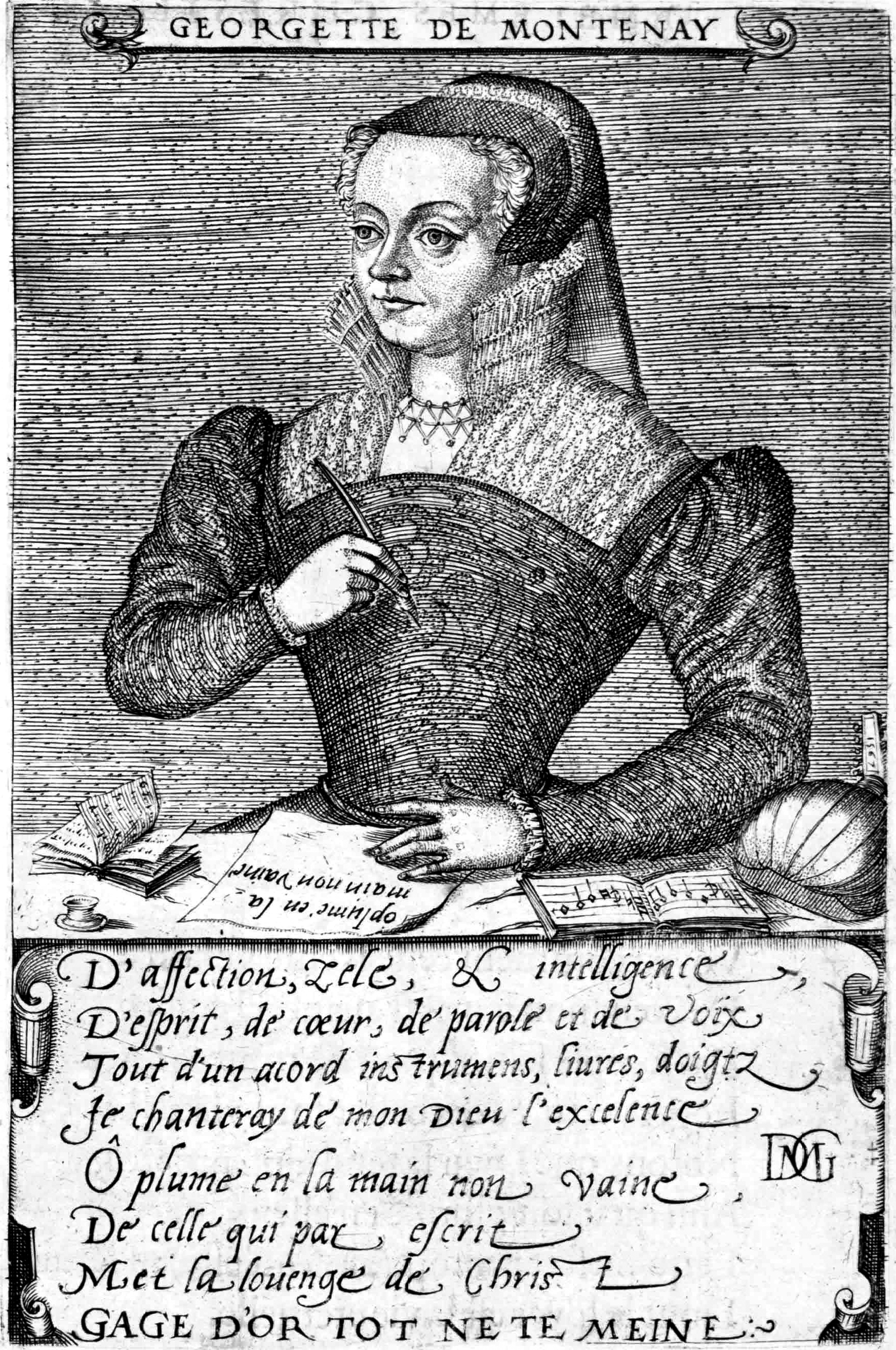
Georgette de Montenay (1567) par Pierre Woeiriot. De cette écrivaine française, Anna Visscher traduisit les Emblèmes, ou devises chrestiennes.

Anna Roemer grandit dans un milieu artistique.  Au quai du Gueldre à Amsterdam se faisait inviter une pléiade d'écrivains, dont Coomhert, Bredero, Hooft et Vondel.  Son choix pour Georgette de Montenay (poétesse protestante, voire anticatholique), ses psaumes mis en rimes selon le modèle de Dathenus, usité dans l'Église réformée, et, incontestablement, le contenu de ses poèmes religieux indiquent fortement qu'Anna Roemer reçut une éducation imprégnée de religion reformée.  D'ailleurs, une note faite par Ernest Brinck en 1612, lors de sa visite à la maison des Roemer, confirme qu'Anna et ses jeunes sœurs Geertrui et Tesselschade avaient reçu une éducation générale et qu'elles excellaient dans diverses disciplines, telles que la musique, la peinture, la gravure sur verre, les refrains (une forme poétique proche de la ballade), l'invention d'emblèmes, la broderie et la natation, apprise dans le jardin de son père, où se trouvait un canal d'eau.  De plus, elle apprit le français et l'italien.
Si on ne conserve aucun de ses refrains, il existe tout de même un exemplaire des Cent emblèmes chrestiens (1602), de la poétesse Georgette de Montenay, dans lequel Anna Roemers écrivit les traductions qu’elle avait faites des légendes rimées.  L'intérêt qu'elle portait aux emblèmes se reflète aussi dans l'édition des Sinne-poppen de 1614 de son père, dont elle s'occupa en 1620 en complétant les légendes en prose au-dessous des images par ses propres distiques, des épigrammes de deux vers.  Parfois, elle ajouta un plus long poème de son cru.

### Littérature et amis

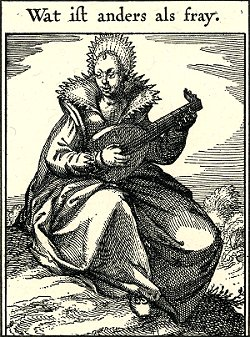
Wat ist anders als fray (Est-ce autre chose que de l'ostentation ?, emblème commentarié par Anna Visscher dans son poème publié dans la réédition d'un recueil de son père Roemer Visscher, Sinne-poppen de 1614.

Apparemment, Anna Roemer caressait des ambitions littéraires : dans une lettre poétique, ornée des références classiques habituelles, datée vers 1615 et adressée à Janus Gruterus, chef de la Bibliothèque palatine de Heidelberg, elle faisait sous-entendre qu'elle s'occupait de traduire les emblèmes de De Montenay, et elle demanda au célèbre savant de l'aider à obtenir un exemplaire de l'ouvrage de cette écrivaine française.
Cette lettre constitue la première preuve connue de ses efforts à créer un réseau de connaissances. Anna Roemers finit par compter Anna Maria van Schurman, Rubens, Hooft et Huygens parmi ses amis. Pour ce dernier, elle grava son nom sur un verre ballon actuellement conservé au Rijkmuseum d'Amsterdam.  À partir de 1615, elle entretenait des contacts avec le professeur et poète Daniel Heinsius, qui inséra des poèmes dithyrambiques sur la poésie d'Anna dans son recueil Nederduytsche poemata de 1616. Le poème réticent et moqueur par lequel Anna avait répondu sur ces vers élogieux trouva également sa place dans le recueil de Heinsius. Grâce à cette qualité extraordinaire d’être à la fois femme et poétesse, elle put se faire un nom par ce modeste début littéraire. Pour le mariage de Heinsius en 1617, elle écrivit un poème nuptial autant spirituel que savant, qui fut publié séparément.

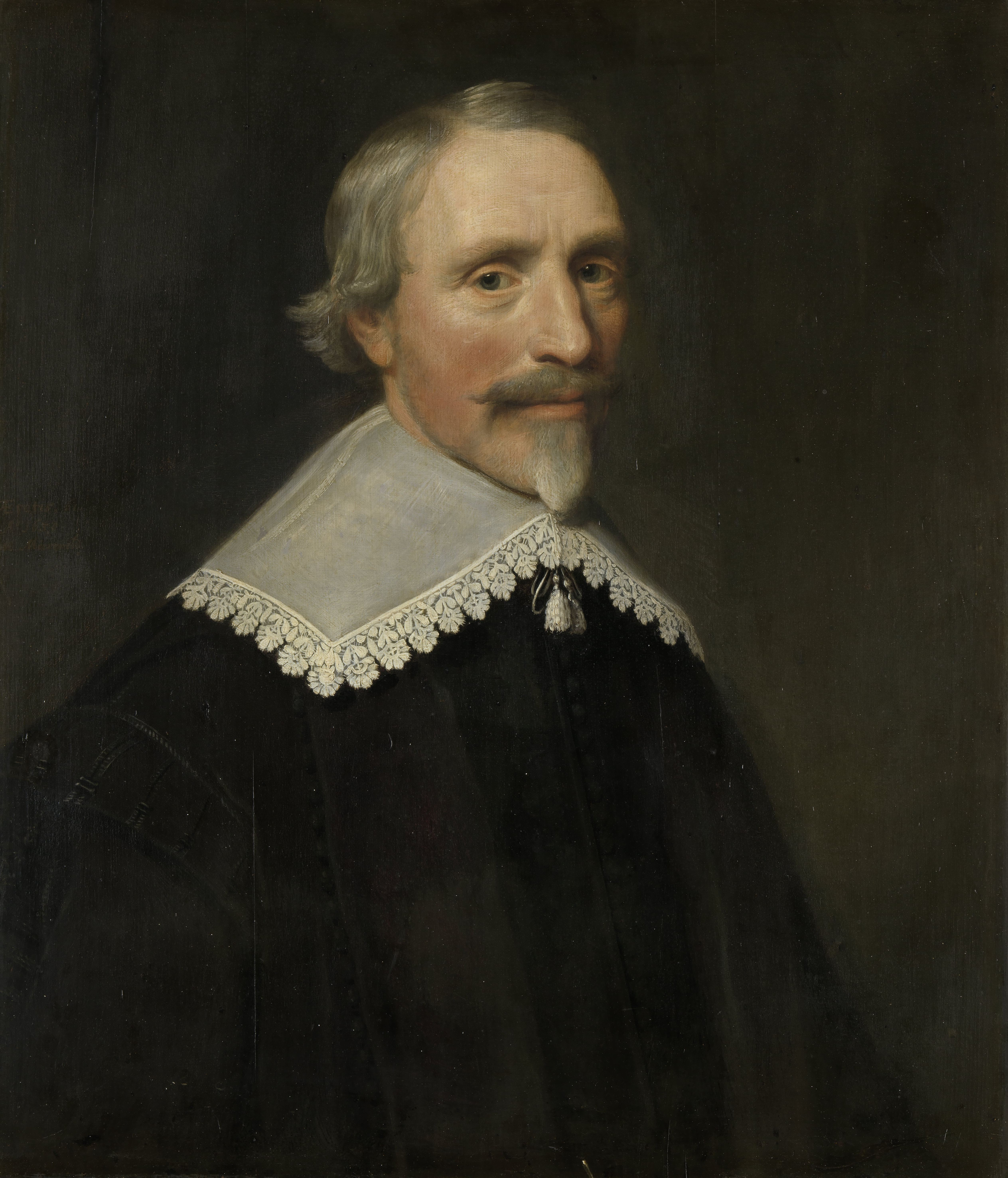
Jacob Cats, portrait, peint par Michiel Jansz. van Mierevelt en 1639, d'un des admirateurs d'Anna Visscher (collection du Rijksmuseum d'Amsterdam).

Les disputes théologiques entre arminiens et gomaristes ne l'intéressaient guère et, en effet, suscitèrent même sa colère ; de surcroît, elle entretenait des relations d'amitié dans les deux camps.  Pourtant, sur l'évasion de Hugo Grotius du château de Loevestein, Anna écrivit un poème que le dédicacé trouvait si beau qu'il le traduisit en latin.  Auparavant, elle avait déjà exprimé sa sympathie pour le savant emprisonné et son épouse Maria van Reigersberch, qui partageait sa captivité : elle avait écrit un petit poème, adressé au militaire qui commandait à Loevestein, pour lui demander de transmettre, sans l'endommager, un livret à l'épouse de Grotius.  Il s'agit sans doute d'un exemplaire de son adaptation des Sinne-poppen de son père.  Enfin, Jacob Cats, un véritable admirateur de la poétesse, dédia son Maechden-plicht de 1618 à elle dans un poème à sa louange.  Dans l'introduction de son livre d'emblèmes Silenus Alcibiadis, également de 1618, elle joue un rôle clé : à nouveau, Cats la mentionne de façon élogieuse.  De plus, d'Anna un éloge sur le livre fut enchâssé dans les préliminaires ; en littérature néerlandaise, il s'agit du premier poème liminaire composé par une femme et publié.
En 1622, la relation amicale qu'elle entretenait avec Cats l'amena en Zélande, où elle rencontra également Simon van Beaumont, chez qui elle logea la même année à Middelbourg, et où elle fut accueillie comme une vraie héroïne de la poésie par des littérateurs locaux tels que Johanna Coomans.  Leurs poèmes à la louange d'Anna, ainsi que certains des travaux de cette dernière – des versifications de psaumes aussi bien que des poèmes plus libres – furent publiés dans le recueil Zeeusche nachtegael (Le Rossignol zélandais) en 1623,.

### Le mariage et la conversion

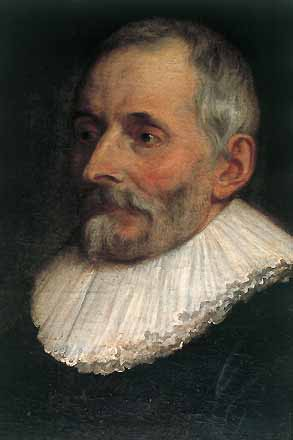
Portrait représentant Balthasar Moretus, avec qui Anna Visscher fit connaissance dans les Pays-Bas espagnols, peint par Rubens (collection du musée Plantin-Moretus d'Anvers).

En 1624, la vie d'Anna subit plus d'un grand changement : ayant accepté une demande en mariage d'un homme âgé d'une quarantaine d'années, Dominicus Boot van Wesel (1585-1651), qui était un paysan aisé du Wieringerwaard, agriculteur nanti, comte des digues et bailli, elle se convertit, selon toute vraisemblance en conséquence de son mariage, à l'Église catholique correspondant à la confession de son mari.  Son mariage eut lieu à Amsterdam le 11 février 1624, et le couple eut deux fils,.  Son second fils fut baptisé à l'église catholique de La Haye en 1626.  Vers la même époque, elle écrivit des paroles élogieuses sur les Lof-sanghen van de heyligen (Louanges des saints) de Stalpart van der Wiele,, prêtre catholique hollandais sur qui elle écrira encore en 1630 une épitaphe.  Sa conversion au catholicisme est encore confirmée par une lettre latine à Erycius Puteanus, datée de 1642, dans laquelle Caspar Barlæus remarque qu'Anna professait la même religion que l'adressé (dans ses mots : Religionis vestrae est).  Après qu'elle eut quitté Amsterdam, la littérature fut reléguée à l'arrière-plan, même si elle écrivait de temps à autre des poèmes de circonstance.

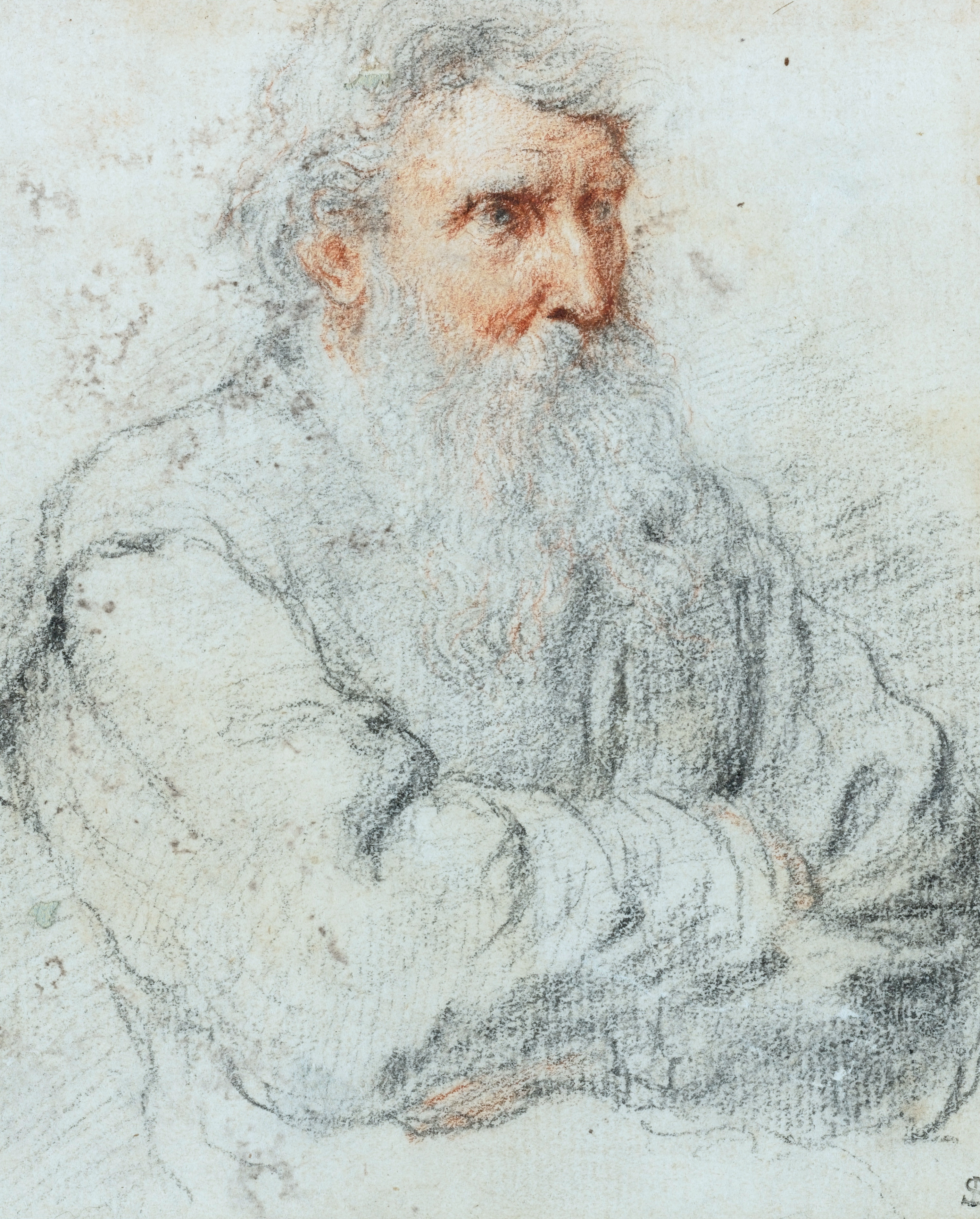
Dans les Pays-Bas espagnols, Anna Visscher fit la connaissance de l'humaniste Erycius Puteanus, ici représenté, vers 1638-1639, dans un dessin du cercle de Rubens.

Désormais, elle habita la maison de Queldam au Wieringerwaard ; à partir de 1633, elle séjournait souvent à Bellevue, une maison juste en dehors d'Alkmaar.  En 1625, un fils, Romanus, naquit à Alkmaar et un autre, Johannes (qui mourut en 1647), en 1626 à La Haye.  Prendre soin de sa famille après la mort de sa mère, survenue en 1619, exigeait d'Anna tout son temps et, apparemment, dans le ménage, c'était bien elle qui portait les culottes.  C'est aussi elle qui amena ses deux garçons à un pensionnat jésuite à Bruxelles.  Vers cette époque, elle passait d'ailleurs beaucoup de temps dans les Pays-Bas espagnols, et elle y fit, entre 1640 et 1645, connaissance avec différents porte-drapeaux de la culture catholique, comme le poète Erycius Puteanus, le directeur de l'imprimerie de Plantin Balthasar Moretus, le juriste Pieter Roose et plusieurs ecclésiastiques.  À la ville d'Anvers, elle offrit un verre ballon gravé portant la devise Attrita resurget (« Piétinée, elle se relève »).  Dans plusieurs poèmes, elle nourrissait l'espoir qu'un terme serait mis à la guerre dans les plus brefs délais.  Quelques années plus tard, par le biais d'une lettre versifiée, elle introduisit son fils auprès du recteur de l'université de Leyde (1645-1646),,.  Même son mari fut inscrit pour étudier les lettres, car une inscription permettait de bénéficier de l'exemption des taxes sur la bière et le vin.

## Notoriété

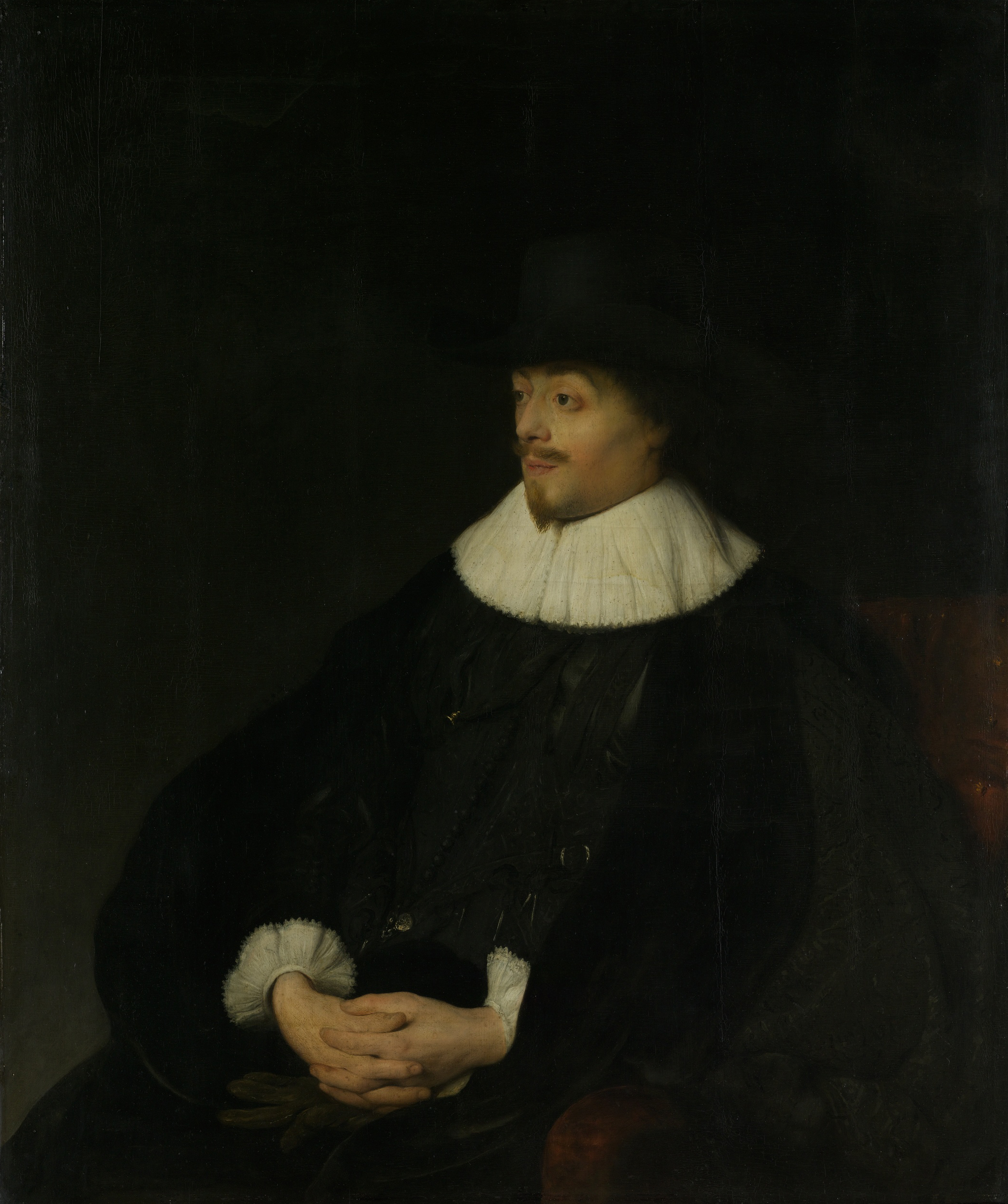
Constantin Huygens, portrait de ce grand admirateur de la poétesse Anna Visscher, peint par Jan Lievens vers 1628-1629 (collection du Rijksmuseum d'Amsterdam).

Même si, tout au long de sa vie, Anna fut admirée comme poétesse, entre autres, par Vondel, Huygens et Cats, et que l'on l'appela une seconde Sappho, la dixième Muse ou une quatrième Grâce, sa poésie n'en demeurait, selon toute vraisemblance, pas moins peu diffusée, car ses poèmes paraissaient uniquement dans des recueils d'autres auteurs, tels que son père, Heinsius ou Cats, ainsi que dans un recueil d'intérêt local, le Zeeusche nachtegael.  Elle ne prit pas elle-même l'initiative de publier ses créations, bien que ses poésies soient notées dans de beaux manuscrits calligraphiés, dont un seul est conservé.  Un copiste, sans doute un certain David de Moor, prit la peine de copier ses poèmes.  Son fils Romanus van Wesel, qui avait sauvegardé les œuvres de sa mère ainsi que celles de sa tante Tesselschade, jugea leur qualité toutefois insuffisante pour les publier sans apporter des modifications.
Un auteur anonyme du XVIIIe siècle se fâcha du fait que les autrices auraient gagné beaucoup d'admiration pour la seule raison d'avoir été des écrivaines : « Nous ne voulons ni faire mention de mademoiselle Anna Roemers Visscher ou de Tesselschade [...] ni de beaucoup d'autres, car leur vers ne doivent leur succès qu'à leur sexe. »
Au XIXe siècle, elle fut redécouverte, comme d'ailleurs sa sœur Maria Tesselschade.  Le sentiment patriotique fut flatté par l'existence de ces deux femmes aux esprits élevés : on se vantait d'avoir découvert que les Pays-Bas comptaient aussi déjà très tôt des poétesses importantes parmi leurs littérateurs.  Anna était considérée comme l'amie de Cats, probablement en raison des aspects didactiques de l'œuvre de ce dernier : on se souvenait surtout de ses poèmes à tendance pieuse et docte.  À peine, son esprit d'autodérision fut remarqué et ce fut en partie pour cette raison qu'elle est longtemps restée à l'ombre de sa sœur Tesselschade.

## Œuvre

### Publications
- (nl) Anna Roemers Visscher, Sinne-poppen; alle verciert met rijmen, en sommighe met proze: door zijn dochter Anna Roemers, Amsterdam, [s. d.] [1614].
- (nl) Anna Roemers Visscher, Epithalamium, ofte bruydlofs-gedicht, ter eeren van [...] Daniël Heinsius, ende [...] Ermgaert Rutgers, [s. l.], [s. d.] [1617].

### Éditions
- (nl) Anna Roemers Visscher et Nicolaas Beets (éd.), Gedichten, 2 vol., Utrecht, 1881.
- (nl) Anna Roemers Visscher et Friedrich Karl Heinrich Kossmann (éd.), Gedichten van Anna Roemers Visscher, ter aanvulling van de uitgave harer gedichten door Nicolaas Beets, La Haye, 1925 [sur sa date de naissance et le recueil manuscrit où sont compilés de nombreux poèmes de sa main].
- (nl) Anna Roemers Visscher, Letter-juweel [édition en fac-similé, avec introduction de Claas W. de Kruyter], Amsterdam, 1971.
- (nl) Anna Roemers Visscher, Riet Schenkeveld-van der Dussen et Annelies de Jeu (éd), Gedichten van Anna Roemersdochter Visscher [avec introduction et commentaires], Amsterdam, 1999.

### Verres ballons gravés
- Des quelques verres ballons gravés et signés que l'on connaît d'elle, deux (de 1619 et 1621) se trouvent au Rijksmuseum d'Amsterdam, et un (de 1646) dans le château de Zuylen.